# 織田町
織田町（おたちょう）は、かつて福井県丹生郡にあった町。
2005年（平成17年）2月1日に丹生郡朝日町、宮崎村、〈旧〉越前町が合併して〈新〉越前町が誕生し、織田町は廃止された。
約1万年前の縄文時代にさかのぼる打製石斧などが出土している。

## 地理
福井県西部にある丹生郡の中央部に位置していた。
- 山：越知山
- 河川：織田川、天王川

## 歴史
- 1889年（明治22年）4月1日 - 町村制の施行により、織田村（現在の大字織田）、平等村（同 平等）、下河原村（下河原）、上山中村（上山中）、下山中村（下山中）、四ツ杉村（四ツ杉）、三崎村（三崎）、中村（中）及び大王丸村（大王丸）の区域をもって、織田村が発足する。
- 1951年（昭和26年）
  - 4月1日 - 織田村、萩野村及び常磐村の区域の内、大字上戸の区域が合併して、改めて織田村が発足する。
  - 11月1日 - 織田村が町制施行して、織田町となる。
- 2005年（平成17年）2月1日 - 越前町、朝日町、織田町及び宮崎村が合併して、改めて越前町が発足する。

## 行政
- 合併時の町長：関敬信

## 教育

### 小学校
- 織田町立織田小学校
- 織田町立萩野小学校

### 中学校
- 織田町立織田中学校

## 交通

### 鉄道路線
町内を鉄道路線は通っていない。最寄りは福井鉄道福武線神明駅。
1972年（昭和47年）までは福井鉄道鯖浦線が町内を通り、以下の駅が存在した。
- 矢倉駅 - 織田駅

### 道路
- 一般国道
  - 国道365号
  - 国道417号

## 娯楽
- 織田劇場 - 織田町にあった映画館[1]。